# Paprika chlupatá

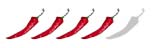
Pálivost mezi 50 000 až 250 000 SHU

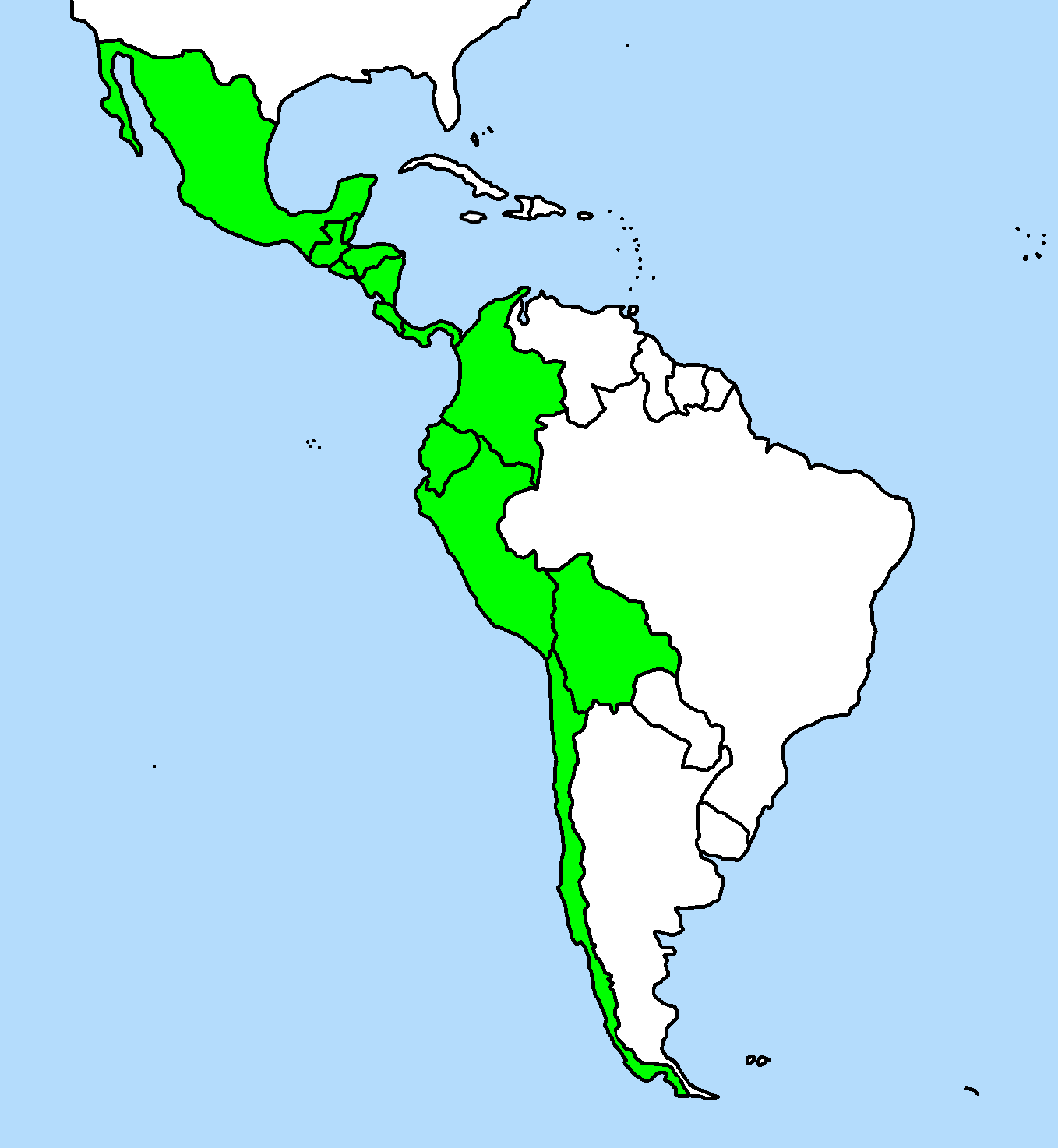
Země, kde se pěstuje paprika chlupatá

Paprika chlupatá (Capsicum pubescens) je druh chilli papričky, která roste převážně ve Střední a Jižní Americe. Kečuánsky se jí říká rukutu nebo ruqutu, (pošpanělštěná forma je rocoto) a ajmarsky luqutu (pošpanělštěná forma je locoto). Je známa pouze v pěstované podobě. Druhové jméno „chlupatá“ se vztahuje k chloupkům, jimiž jsou porostlé listy a lodyhy této papriky. Chlupatost společně s tmavými semeny tento druh odlišují od ostatních. Jelikož dosahují poměrně značného věku a její kořeny rychle dřevnatějí, bývá někdy nazývána stromová chilli paprika. Ze všech domestikovaných druhů rodu paprika (Capsicum) je paprika chlupatá nejméně rozšířená a systematicky nejvzdálenější ostatním druhům a od ostatních druhů rodu paprika je reprodukčně izolována. Významnou vlastností tohoto druhu je schopnost snášet nižší teploty než ostatní pěstované chilli papričky, mrazu však neodolá.

## Popis
Stejně jako ostatní druhy rodu paprika rostou i papriky chlupaté jako keře, někdy však i jako popínavé rostliny. Poměrně rychle vyrůstají do podoby až čtyřmetrové dřeviny a dožívají se až 15 let, takže v pozdějším věku nabývají téměř stromovitého vzhledu. Poprvé se rostlina větví, když doroste do výše asi 30 cm, a během dalšího růstu nabývá keřovitého vzhledu. Další odnože vyrůstají z úžlabí listů. Některé odrůdy mívají stejně jako jiné druhy paprik na větvích purpurové skvrny. Listy mají 5–12 cm dlouhý řapík, vejčitou, asi 2,5–4 cm dlouhou čepel, která je ve špičce zúžená a v základně klínovitá.
Kromě dlouhověkosti se paprika chlupatá liší od příbuzných druhů i v řadě dalších charakteristik.

### Květy
Květy vyrůstají na větvích a odnožích jednotlivě či v párech, na asi 1 cm dlouhých stoncích, které u plodů dosahují až 5centimetrové délky. Kalich má pět trojhranných zoubků, jež jsou u plodu asi milimetrové. Charakteristickou odlišností od ostatních pěstovaných druhů paprik jsou modrofialové okvětní lístky, které jsou uprostřed světlejší. Prašníky jsou zčásti purpurové a zčásti bílé.

## Rozšíření
Paprika chlupatá se pěstuje zejména ve Střední Americe a na severozápadě Jižní Ameriky. Roste ve vyšší nadmořské výšce než ostatní druhy paprik, neboť nedokáže přežít v tropickém vedru zdejších nížin.
K nejznámějším kultivarům papriky chlupaté patří:
'Canario' (žlutý), 'Manzano' (červený), 'Peron' (hruškovitý), a 'Rocoto Longo' (vypěstovaný na Kanárských ostrovech).

## Galerie

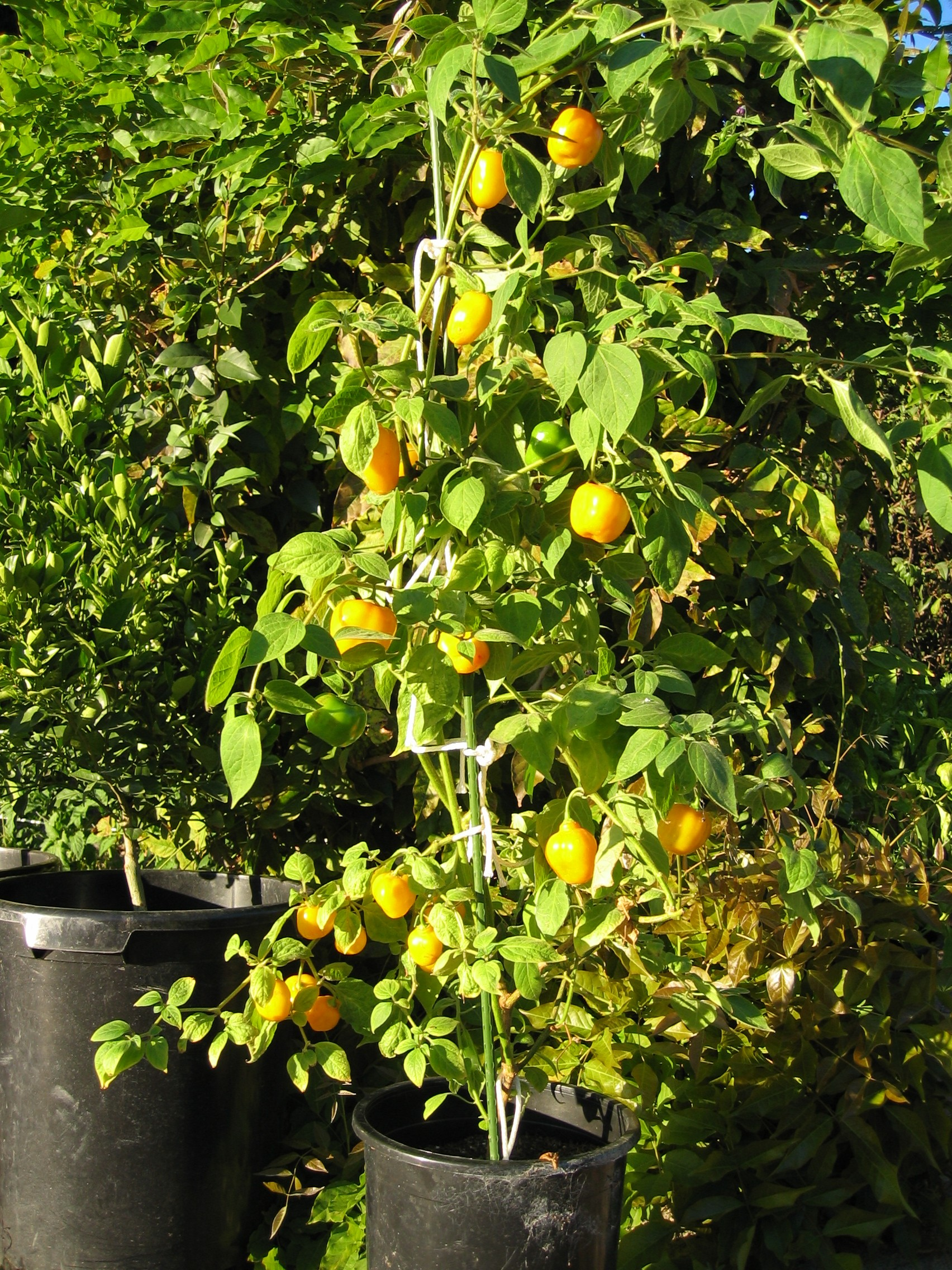
Paprička 'Manzano' se zralými plody
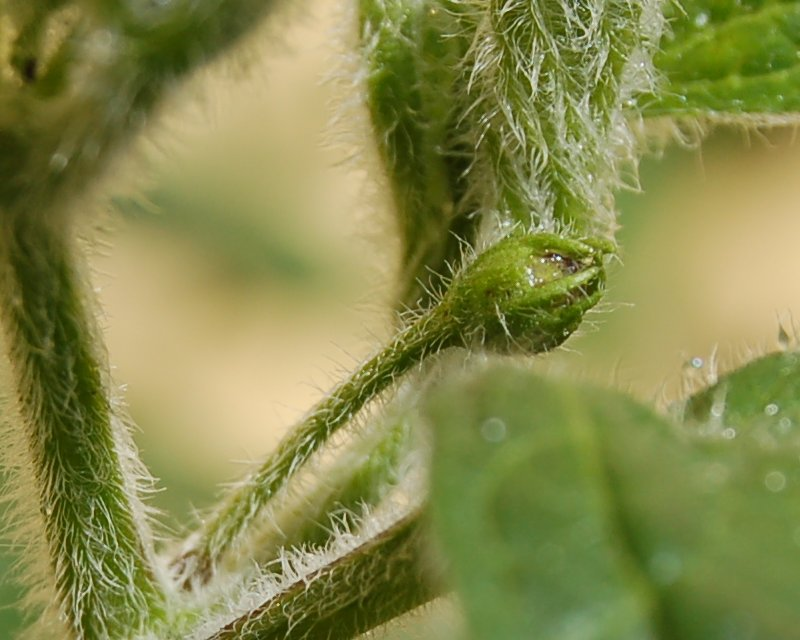
Poupě papriky chlupaté s množstvím trichomů, jež jsou pro tento druh charakteristické a daly mu jméno.
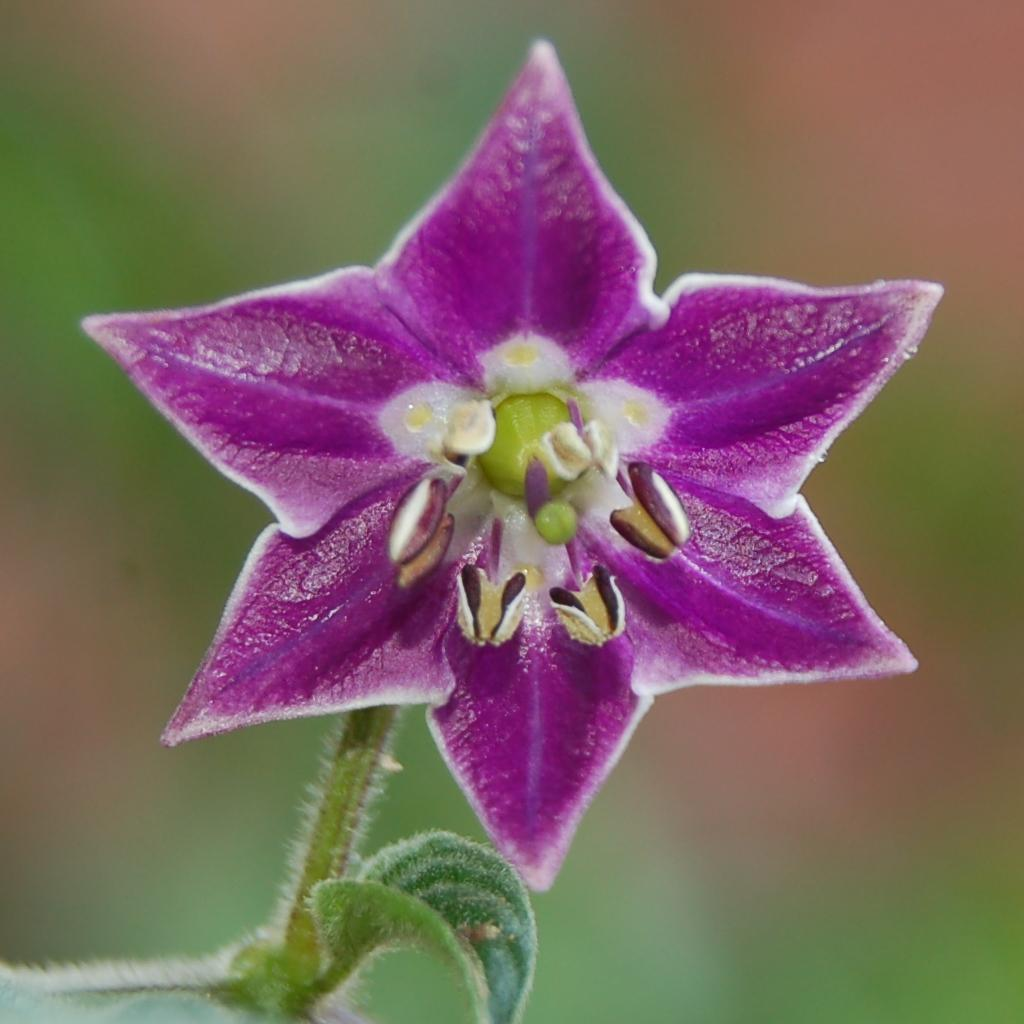
Typický květ papriky chlupaté
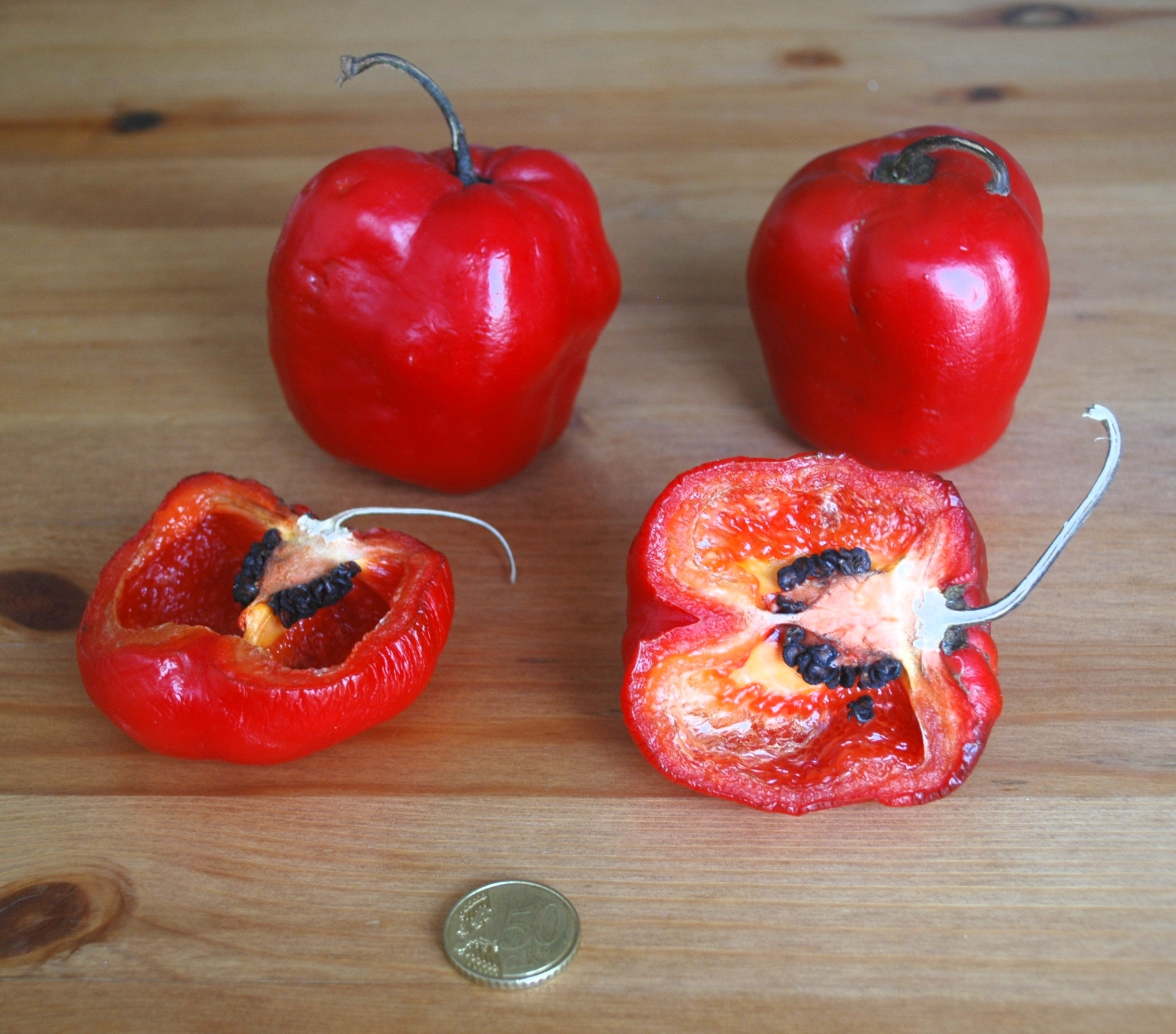
Červená paprička rocoto